# Несносные боссы
«Несно́сные бо́ссы» (англ. Horrible Bosses) — американская комедия 2011 года, режиссёра Сета Гордона.
Премьера фильма состоялась 30 июня 2011 года  Лос-Анджелесе.

## Сюжет

Друзья обсуждают разработанный план. Кадр из фильма

Главные герои - трое лучших друзей, они честные работяги и славные ребята. У всех есть любимая работа и всё бы хорошо, но их начальники превращают рабочие будни в настоящий ад. Ника Хендрикса нещадно эксплуатирует шеф-тиран и зануда Дейв Харкен, Курту Бакману всячески докучает некомпетентный и неадекватный сын бывшего шефа Боб Пеллит, а Дейла Арбуса сексуально домогается его начальница-доктор Джулия Харрис. Личная жизнь каждого из героев оказывается под угрозой: Дейв Харкен отказывает Нику в повышении и грозится выписать тому "волчий билет"; Боб Пеллит своими издевательскими решениями ведет компанию, в которой работает Курт к полному краху, а Джулия шантажирует Дейла поддельными фото, где они якобы занимаются сексом (на самом деле Дейл в это время был под наркозом) и обещает разрушить его отношения с его девушкой, если тот с ней не переспит. Приятели понимают, что так дальше жить нельзя и задумываются: а почему бы не избавиться от своих боссов раз и навсегда?
Выпив в баре, друзья, сначала в шутку, решают прибегнуть к физическому устранению. Постепенно затея приобретает реальные очертания. В баре друзья встречают криминального типа по прозвищу «Ублюдок», который за $5 тыс. (а поначалу за $30 тыс.) предлагает сценарий убийства, обставленного как несчастный случай. Друзья договариваются, что каждый устранит «чужого» босса.
С тем, чтобы разведать ситуацию, троица проникает в дом Бобби. Курт крадет его телефон. Затем Курт и Ник забираются в дом Дейва Харкена. Не придумав ничего умнее, троица хулиганит в доме и мусорят на кухне. Неожиданно возвращается хозяин. Курт в панике роняет телефон в спальне Дейва. У Дейва возникает аллергическая реакция от арахисового масла. Дейл чудом спасает пострадавшего прямым уколом в сердце. Придя в себя на следующий день, Дейв Харкен обнаруживает чужой телефон в спальне и решает, что тот принадлежал любовнику жены. Продолжающий наблюдение за домом Бобби Ник становится свидетелем странной картины. К дому прибывает Дейв Харкен и расстреливает Бобби из пистолета.
Когда Дейл делал укол, Ник решил, что он убил его босса и в панике уехал с места наблюдения. Вскоре всю троицу за подозрительное поведение задерживает полиция, но все, что им могут предъявить — это превышение Ником скорости. Друзей отпускают, и они решают воплотить новый план. Нужно заставить Дейва признаться в содеянном и передать слова полиции. Троица проникает на празднование дня рождения Дейва и пытается разговорить именинника, но тот сам сознает в убийстве Пеллита и обещает убить всю троицу, как ненужных свидетелей. Друзья сбегают с вечеринки на машине, но Дейв догоняет их и таранит автомобиль своим джипом. Теперь он решается не избавляться от троицы физически, а подставить их подоспевшим на место полицейским: он стреляет себе в ногу и пытается выставить это за покушение на убийство. В это время Курт вспоминает про работающий все это время диктофон, но как раз в тот момент, когда Дейв откровенничал, в нём кончилась батарейка. Однако, на счастье друзей, слова с признанием в убийстве записал оператор удаленного управления навигацией на Toyota Prius Ника. Дейв Харкен в итоге получает 25 лет тюрьмы, а Джулию Харрис останавливают, тайком записав её домогательства, как доказательство для суда. Теперь Дейл Арбус может спокойно планировать свадьбу. Жизнь героев налаживается.

## В ролях
- Джейсон Бейтман — Ник Хендрикс
- Чарли Дэй — Дэйл Арбус
- Джейсон Судейкис — Курт Бакман
- Дженнифер Энистон — доктор Джулия Харрис
- Колин Фаррелл — Бобби Пеллитт
- Кевин Спейси — Дэйв Харкен
- Джейми Фокс — Дин «Ублюдок» Джонс
- Джули Боуэн — Ронда Харкен
- Дональд Сазерленд — Джек Пеллит
- Линдсей Слоун — Стейси Арбус
- Джон Фрэнсис Дэйли — Картер
- Йоан Гриффит — «мокрушник»
- Чад Коулмэн — Бармен
- Боб Ньюхарт — Лу Шерман
- Айзая Мустафа — офицер Уилкенс
- Меган Маркл — Джейми, курьер FedEx

## Производство
Съемки картины начались 6 июля 2010 года и большую часть проходили в Лос-Анджелесе.

## Прокат
Прокат фильма в Канаде, США и Эстонии стартовал 8 июля 2011 года, в Португалии, России и Сингапуре — 4 августа 2011 года, в Австралии, Гонконге и Дании — 25 августа 2011 года.

## Награды
| Год  | Награда           | Номинация                                   | Recipient         | Результат | Прим.       |
| ---- | ----------------- | ------------------------------------------- | ----------------- | --------- | ----------- |
| 2011 | Satellite Award   | лучший актёр второго плана — Motion Picture | Колин Фаррелл     | Номинация | [ 6 ]       |
| 2012 | The Comedy Awards | комедийный актёр в фильме                   | Джейсон Бейтман   | Номинация | [ 7 ]       |
| 2012 | The Comedy Awards | комедийная актриса в фильме                 | Дженнифер Энистон | Номинация | [ 7 ]       |
| 2012 | The Comedy Awards | комедийный фильм                            | Несносные боссы   | Номинация | [ 7 ]       |
| 2012 | MTV Movie Awards  | Best On-Screen Dirt Bag                     | Колин Фаррелл     | Номинация | [ 8 ] [ 9 ] |
| 2012 | MTV Movie Awards  | Best On-Screen Dirt Bag                     | Дженнифер Энистон | Победа    | [ 8 ] [ 9 ] |
| 2012 | MTV Movie Awards  | Best On-Screen Transformation               | Колин Фаррелл     | Номинация | [ 8 ] [ 9 ] |

## Сиквел
Сиквел под названием «Несносные боссы 2» вышел на экраны в 2014 году.